# Schleiertanz
Schleiertänze sind reine Fantasietänze ohne speziellen historischen Hintergrund. Obwohl es schon sehr lange Schleier gibt, finden sich kaum historische Quellen, die über Schleiertänze Auskunft geben.

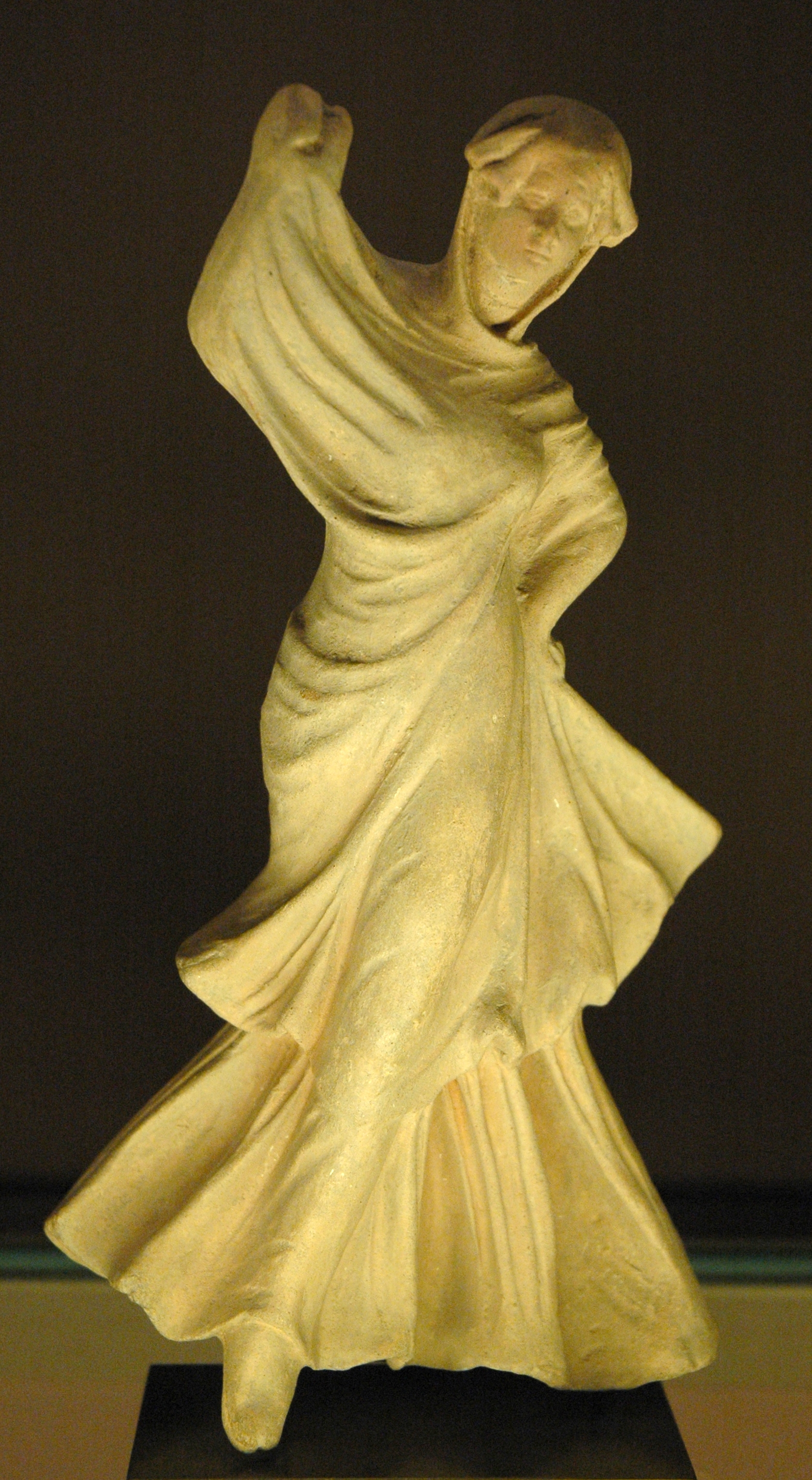
Tänzerin mit Schleier, Terrakottafigurine aus Myrina, ca. 150 – 100 v. Chr.

Die Herkunft des heutigen Schleiertanzes liegt in Europa und USA um das Ende des 19. Jahrhunderts. Die verwendete Musik ist bis heute frei wählbar und unterliegt dem individuellen Tanzausdruck der Tänzerin. Für Schleier werden in der Regel rechteckige oder halbrunde Schleier verwendet, manchmal auch zwei Schleier pro Tänzerin.

## Geschichte
Der Schleier als Tanzaccessoire wurde von westlichen Tänzerinnen in den orientalischen Tanz eingebracht und wird nach jahrzehntelanger Verwendung mittlerweile als „traditionelles“ Accessoire angesehen. Die erste berühmte Schleiertänzerin und Erfinderin des Serpentinentanzes war die Amerikanerin Loïe Fuller, die mit einem übergroßen Schleier, auf den Lichteffekte projiziert wurden, in USA und Europa mit großem Erfolg auftrat. Auch die Tänzerinnen Maud Allan und Mata Hari tanzten mit Schleiern, prägten mit ihren Auftritten die ersten Schleiertänze und machten diesen Tanz in USA und Europa bühnentauglich, in dem sie ihm durch eine Geschichte (Salomé) eine vordergründige Authentizität gaben.
In Kairo wurde der Schleier unter anderem durch eine russische Tanzlehrerin eingeführt. Anna Ivanova brachte der ägyptischen Tänzerin Samia Gamal bei, mit dem Schleier zu tanzen, um damit ihre Haltung und Armführung zu verbessern. In Ägypten wird der Schleier heutzutage vor allem für das Entré benutzt und kaum kunstvoll eingesetzt. Etwas länger tanzen die libanesischen Tänzerinnen damit, oft wird der Schleier dabei anfangs vorne um den Hals gelegt und mit den Händen zur Seite wie zwei Flügel hochgehalten.
Zu einer Kunstform wurde der Schleiertanz vor allem durch westliche und besonders amerikanische Orientalische Tänzerinnen gemacht. Anders als im Orient wird hier der Schleier nicht nur als kleiner Teil eines Tanzes, sondern manchmal als Hauptattraktion präsentiert, mit verschiedenen Drehungen und Schwüngen. Eine weitere westliche Spezialität ist der Tanz mit zwei halbrunden Schleiern (Doppelschleier). Für schöne visuelle Effekte mit vielen Drehungen, auch mit mehr als zwei Frauen als Gruppentanz oder Duett, findet der Schleier oder Doppelschleier Anwendung.

## Tanz mit sieben Schleiern

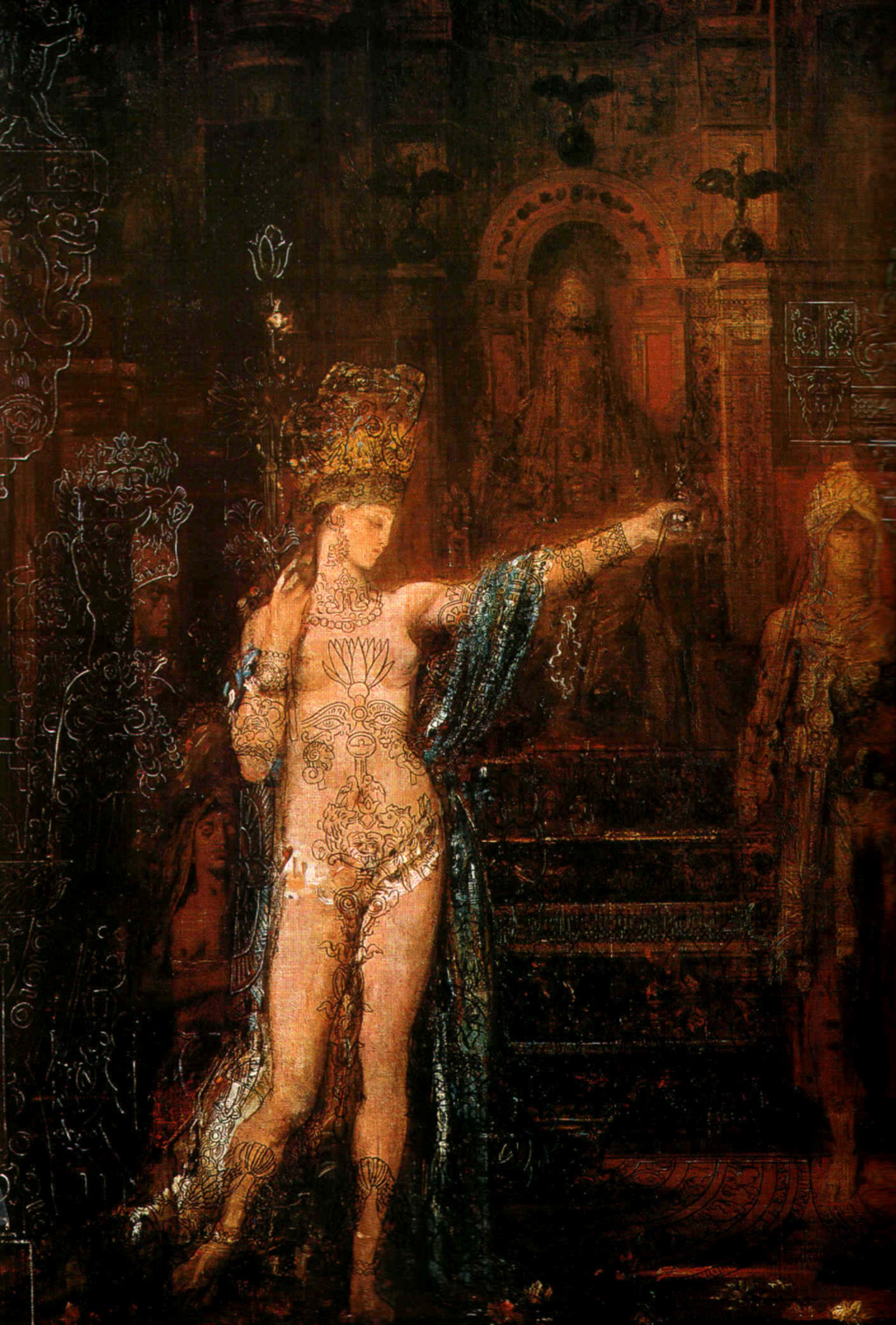
Gustave Moreau – Salome (1878)

Der Tanz mit den sieben Schleiern wird auch „Tanz der Salome“ genannt.
Die Musik sowie die Kostümierung sind frei wählbar. Die Tänzerin hüllt sich zu Beginn ihres Tanzes in sieben Schleier ein, die sie im Laufe des Tanzes nach und nach ablegt.
Auch dieser Tanz hat keine historischen Vorbilder. Frühe „Schleiertänzerinnen“ ließen sich durch Oscar Wildes Theaterstück Salome für die Figur der Salome, der Tochter der Herodias, und des Schleiertanzes bzw. frühe Tänze angeblich orientalischer Herkunft inspirieren. Verbreitet wird angenommen, Salome habe vor Herodes mit sieben Schleiern getanzt, was aber so nicht in der Bibel steht (Mt 14,6–7 ): „Als aber der Geburtstag des Herodes gefeiert wurde, tanzte die Tochter der Herodias vor den Gästen. Und sie gefiel Herodes so sehr, dass er schwor, ihr alles zu geben, was sie sich wünschte.“
Der Tanz mit sieben Schleiern wird ebenfalls oft von den Göttinnen Ischtar oder Isis hergeleitet. Es wird auch angenommen, dass der Tanz der sieben Schleier ein bedeutender Bestandteil des heiligen Dramas war, das den Tod des Ersatzkönigs, seinen Abstieg in die Unterwelt und seine Errettung durch die Göttin darstelle; die Göttin legt dabei an jeder der sieben Pforten der Unterwelt eines ihrer sieben Gewänder ab. Die Salome oder „Friede“ (Schalom) genannte Priesterin verkörperte die hinabsteigende Göttin. Die Zahl Sieben spielt in der gesamten Mythologie eine große Rolle. Sieben Tore soll man durchschreiten, bis man in der Unterwelt ist, die Göttin Isis trug sieben Gewänder, es gibt sieben Sphären, die nach antiker Vorstellung die Erde umschlossen und sieben Todsünden. Die bekannteste Tänzerin, die sich des Vorbilds Salomés bediente, war Maud Allan.